# Ching Ching
«Ching Ching»  — сингл репера Ms. Jade з альбому «Girl Interrupted», виконаний разом з Неллі Фуртаду та Тімбелендом. Випущений восени 2002 року.

## Інші версії
- «Ching Ching» (Album Version) (3:34)
- «Ching Ching» (Instrumental Version) (4:35)
- «Ching Ching» (Alternative Version) (4:18)

## Чарти
| Чарт                                           | Найвища позиція |
| ---------------------------------------------- | --------------- |
| США Billboard Hot R&B/Hip-Hop Singles & Tracks | 41              |
| США Billboard Rhythmic Top 40                  | 23              |